# Santuario de la Virgen de Villaoril
El Santuario de la Virgen de Villaoril es un santuario de la Iglesia Católica, que éstá situado en el pueblo de «Villaoril», perteneciente al concejo de Navia, en el occidente asturiano y allí acuden el día de su festividad peregrinos de la «mariña» o costa lucense y de todo el occidente asturiano. Eclesiásticamente depende de la parroquia de San Salvador de Piñera, del arciprestazgo y concejo de Navia. Dista cuatro kilómetros de Navia y está situada en la CN-634, dirección Ribadeo-Oviedo. Hoy en día no tiene más allá de cien vecinos.

## Historia
El nombre del pueblo, Villaoril, que en el lenguaje, «la fala», de la zona es Viyauril, es posible que derive del románico «Villa Aurelii» que podría significar algo parecido a «Villa Aurelio» pudiendo ser el tal «Aurelio» un romano más bien adinerado que construyó allí su sede que, con el paso del tiempo, dio vulgarmente el nombre de Viyauril pasando el nombre del pueblo al actual Villaoril.
Es muy probable que existiera en este paraje un oratorio o capilla en el siglo X. Se basa esta afirmación en el hallazgo en el Santuario actual de una lápida sepulcral cristiana con un texto que contiene la fecha de 31 de marzo de 926.

## Leyenda
En toda historia, sobre todo si se trata de hace muchos siglos, los datos de los que se dispone han de calificarse como leyenda, tradición oral que ha pasado por generaciones hasta nuestros días. Hay que calificarla así pues no se tienen otras fuentas de información que la citada. En el caso de la Virgen de Villaoril es la siguiente: Un vecino de Villaoril se encontraba a unos 300m del Santuario desbrozando maleza en un matorral cuando encontró una imagen de la Virgen y fue deprisa a recogerla con la mala fortuna que se rompió un brazo, curándose milagrosa e instantáneamente de su dolorosa lesión. Así las cosas, los vecinos decidieron cayar el hecho y trasladarla a otro lado; sin embargo la Virgen volvía a aparecer en el lugar primitivo. Convencidos del hecho sobrenatural del que estaban siendo testigos los vecinos, decidieron entronizarla en la Capilla de la Virgen

## Historia reciente
A mediados del siglo XX se encontró en el vecino pueblo de Piñera, en el solar de la antigua iglesia medieval, una lauda sepulcral pétrea con la siguiente inscripción en latín: «Hobit famula dei aragonti confessa pridie klos apriles era DCCCCLXI» cuya traducción al castellano es: «falleció la sierva de Dios Argonti, monja, el día antes de la kalendas de abril de la era 961». Esta fecha se corresponde con el día antes citado 31 de marzo de 926. lo que parece indicar que a mediados del siglo X ya había llegado el cristianismo a estas tierras y se habían erigido capillas, ermitas o santuarios.
En 1613 el santuario o capilla estaba muy deteriorada y por ello don Juan Alonso, miembro de la familia del Marqués de Santa Cruz, «restauró y reparó la capilla de Nuestra Señora de Villaoril por estar la vieja muy deteriorada y casi en ruinas...» como afirma Luis Navia Osorio Castropol en su obra Datos para una historia. En 1701 otro miembro de esta familia, Baltasar Fuentes mandó «imprimir a su costa» un cuadro donde figurasen todos los milagros que los habitantes de la región atribuyesen a la mediación de la Virgen de Villaoril.
En el mismo lugar donde se apareció la Virgen, los vecinos descubrieron una fuente —esto ya no es leyenda sino realidad— de la que manaba agua hacia arriba y que la llamaros «Fuente Santa». Posteriormente y para conmemorar este hecho, se levantó una peana y sobre ella una cruz, ambas de granito. La cruz tiene labrada la imagen de Cristo crucificado por un lado y la de la  Virgen María por otro. La antigüedad es tal que se desconoce la fecha de la construcción de este monumento. En la parte inferior de la peana que soporta la cruz y justamente sobre el brote del agua hay una inscripción en verso, una poesía a la Virgen en un quinteto, también labrada en el granito, que dice así:

Viendo aquí estos raudales
María de tu pureza
a remediar nuestros males
tu hijo amante a esta fineza
se gorxea en los cristales

.

## Estructura y arquitectura
La primitiva capilla del siglo IX o X estuvo en ruinas durante varios siglos y es el siglo XVII cuando una noble señora de la zona le encargó a un pariente en su testamento que restaurara la capilla. En 1968 se llevó a cabo la ampliación del recinto, quedando de la antigua capilla, de corte clásico, el presbiterio y el retablo de estilo barroco con la imagen de la Virgen en el centro. La talla es de madera, de apenas un metro de altura vestida con el manto y la corona. Esta imagen fue retocada en los años 1846 y 1924.
Por suscripción popular se colocaron vidrieras de muy digna factura.

## Favores y Milagros
Los cuadros encargados por D. Baltasar Fuertes para resaltar los favores y milagros atribuidos a esta Virgen forman un conjunto de cuarenta y ocho hechos muy populares y portentosos. Tales cuadros o láminas fueron reimpresos en el año 1857 tal y como indica el Libro de Fábrica del Santuario.
Sin entrar en el estudio de los milagros y remitiéndose a la tradición, se expone a continuación uno de ellos: «María de la Vega de Píndolas estaba desde niña totalmente sorda, vino a lavarse a la fuente y permitió Nuestra Señora quedarse buena».
También la «fuente santa» es elemento importante en los diferentes milagros y curaciones como el de un campesino de la zona que tenía una grave afección cutánea en ambos brazos. Cansado de acudir a médicos sin hallar solución, acude a la «Fuente Santa», se lavó los brazos y los enseñó a los presentes viendo que habían desaparecido las señales de la infección. Es la «fuente santa» de la que se habla en el subcapítulo: Leyenda.

## Fiestas, devociones y tradiciones
Desde tiempo inmemorial se celebra la fiesta de la Virgen el día 28 de septiembre que va precedida de novena. La extensión geográfica de esta devoción parece que se debe a los campesinos en las zonas de tierra adentro y de los marineros de bajura que llevaron las noticias de este Santuario a lo largo de la costa astur-galaica desde la desembocadura del río Narcea hasta la zona de Vivero en Lugo; unos  130km de costa.
El gran conocedor de Asturias Fermín Canella ya escribía en el siglo XIX:«De los santuarios tiene fama en toda la parte occidental, y en mucha parte de Galicia, el antiguo de Nuestra Señora de Villaoril, parroquia de Piñera, con cuatro romerías concurridísimas y a diario visitado por infinitos devotos».
Ya en el año 1759 el papa Clemente XIII concedión unas «indulgencias» a las personas que rezasen ante la imagen de la Virgen la Salve, un Avemaría y las Letanías marianas.
Los fieles le muestran a la Virgen su agradecimiento y devoción de maneras muy diversas y populares como ir andando descalzo el último tramo del camino, entrar de rodillas en el Santuario, llevar exvotos que estén relacionados con los favores recibidos, etc.
Debido a la gran afluencia de gallegos devotos de la Virgen bajo esta advocación de Villaoril, se llamó durante mucho tiempo las «festas das galegas».
La afluencia de peregrinos y romeros es tal que la prensa de Oviedo se hizo eco de ello el día 29 de septiembre, comentando que el día 28 asistieron unas 50.000 personas.